# Église Saint-Martin de Périgueux
Pour les articles homonymes, voir Église Saint-Martin.
L'église Saint-Martin, quatrième du nom, est un édifice religieux catholique de Périgueux, en Dordogne. Elle se situe dans le quartier homonyme.

## Historique

### Construction
Le faubourg Saint-Martin de Périgueux avait sa propre organisation depuis le XIIIe siècle. Il commençait à partir des fossés des remparts, à l'ouest de Puy-Saint-Front. Une bulle du pape Célestin III datant de 1192 désigne l'église Saint-Martin et l'église-prieuré Saint-Martin et Saint-Cybard. L'église Saint-Martin est désignée comme paroissiale au XIIIe siècle pour un ensemble de maisons situées le long d'une rue partant de la rue Aiguillerie, allant vers Brantôme par le Toulon. L'église est ruinée au cours des guerres de Religion car l'office est cité comme tenu dans la cathédrale en 1656 et 1664. En 1688, l'église est dite en relatif bon état et en 1693 avec un «sanctuaire bien lambrissé » au cours d'une visite épiscopale. Deux cloches sont bénites en 1745 et 1768.
En 1790, Saint-Martin a été constitué en commune libre, jusqu'en 1813, date à laquelle une ordonnance impériale a rattaché la commune à Périgueux. L'église est vendue en 1791. Elle devient ensuite magasin, puis poste aux chevaux et garage automobile en 1926.
Pour la paroisse Saint-Martin, une petite église en bois, située entre la gare et le cimetière de l'Ouest a été utilisée à partir de 1863, mais a été détruite en 1871 lors d'un incendie. L'église Saint-Martin actuelle est la quatrième de ce nom à Périgueux.
Le projet de la nouvelle église Saint-Martin a été signé le 4 août 1860 par l'architecte périgourdin Alexandre Antoine Lambert (1836-1919), inspecteur des travaux de Paul Abadie, architecte diocésain et de la restauration de la cathédrale Saint-Front, qui a approuvé le projet. La construction commence en 1870 et s'accélère en 1873. La première messe a lieu pour la Noël 1874. Le certificat de réception définitive n'est donné qu'en 1880, mais ce n'est qu'en 1899 que l'édifice est terminé avec la pose des vitraux réalisés par Henri Feur. Pour financer cette construction, l'abbé Pierre Paul Cyprien Polydore, curé de la paroisse depuis 1863, a voyagé en Belgique, en Autriche, en Hongrie et en Amérique pour recueillir des fonds. Il a écrit trois volumes dans lesquels il a fait le récit de ses voyages et dont les revenus ont servi à payer la construction de l'église,. L'abbé Polydore a été inhumé dans l'église en 1898.

### Orgue

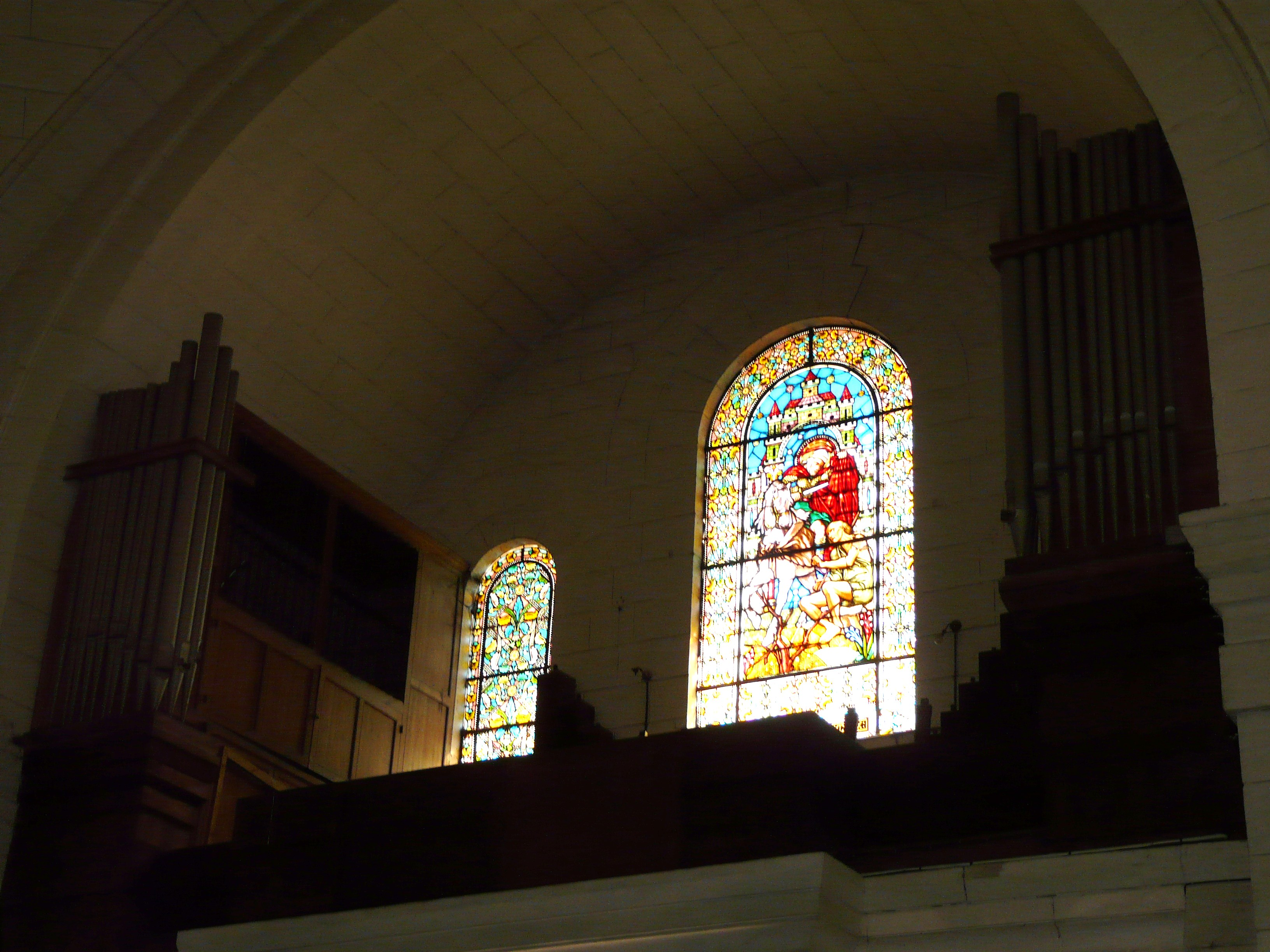
L'orgue de l'église.

En mars 1911 fut inauguré un orgue venant du Grand Séminaire de Périgueux et remonté par Bernard Legras. L'instrument était tenu pour l'occasion par l'organiste de la cathédrale Saint-Front, M. Paschali, et par le titulaire des orgues, M. Jarasson. Le 15 octobre 1933 est inauguré un orgue neuf construit par Robert Boisseau. Bernard Gavoty inaugure l'instrument avec des œuvres de Louis-Nicolas Clérambault, François Couperin, Claude Balbastre, Robert Schumann, Augustin Barrié, César Franck, René Vierne. L'orgue comprenait 28 jeux sur 3 claviers/pédalier. Depuis près d'une trentaine d'années, l'orgue est muet et en ruine. Un projet de reconstruction à l'étude n'a jamais abouti.

### Vitraux
Les vitraux du chevet représentant le Christ, saint Pierre et saint Paul ont été réalisés en 1899 par Henri Feur.

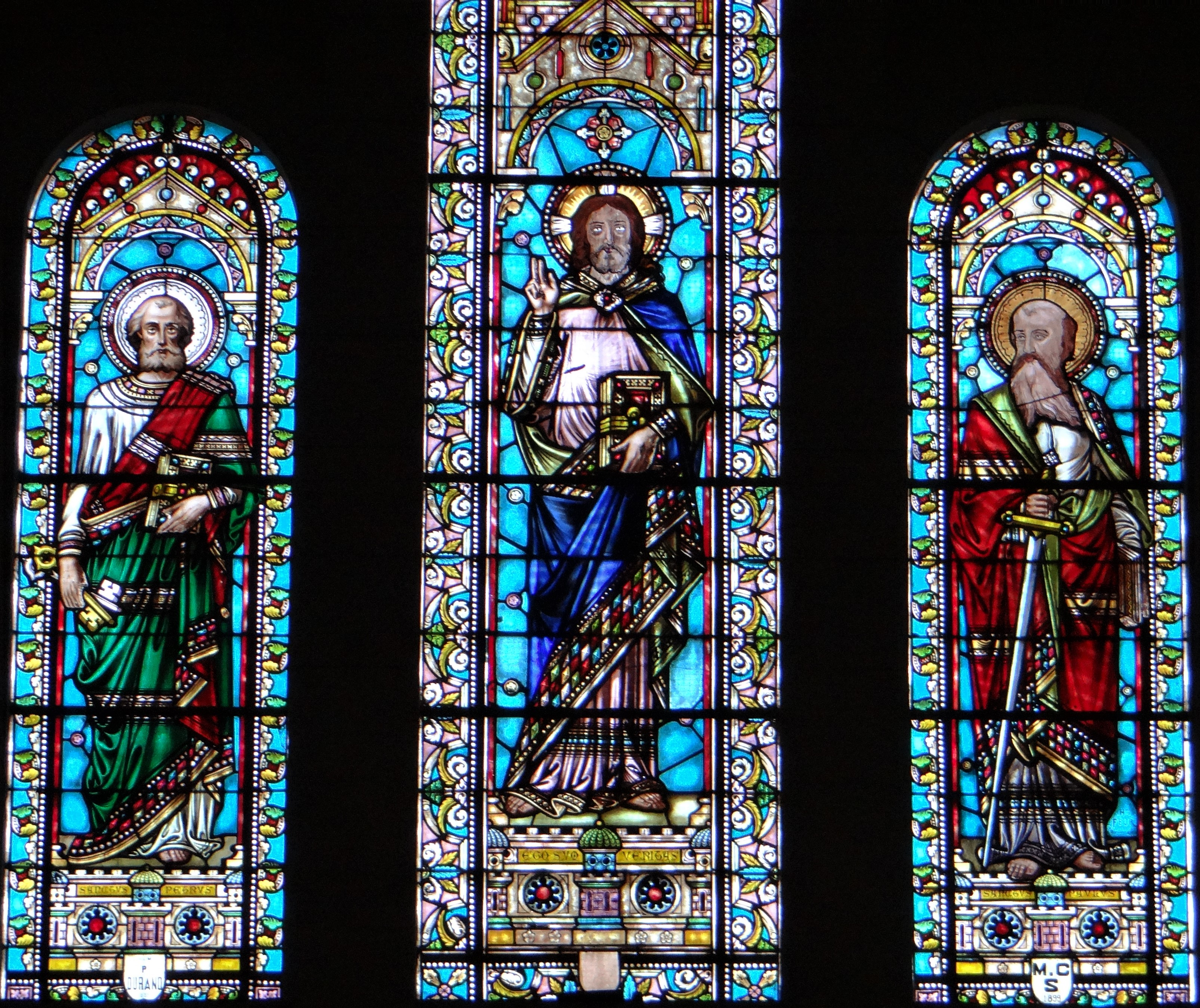
Les vitraux du chevet.
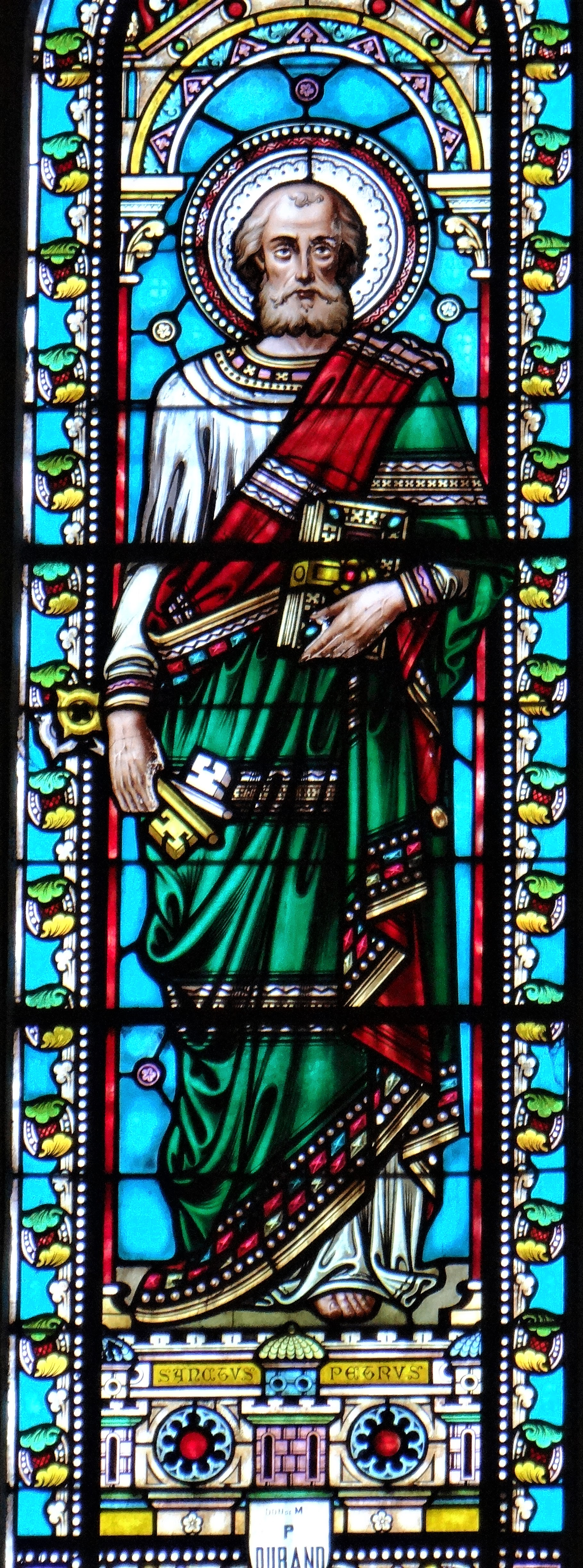
Vitrail représentant saint Pierre.
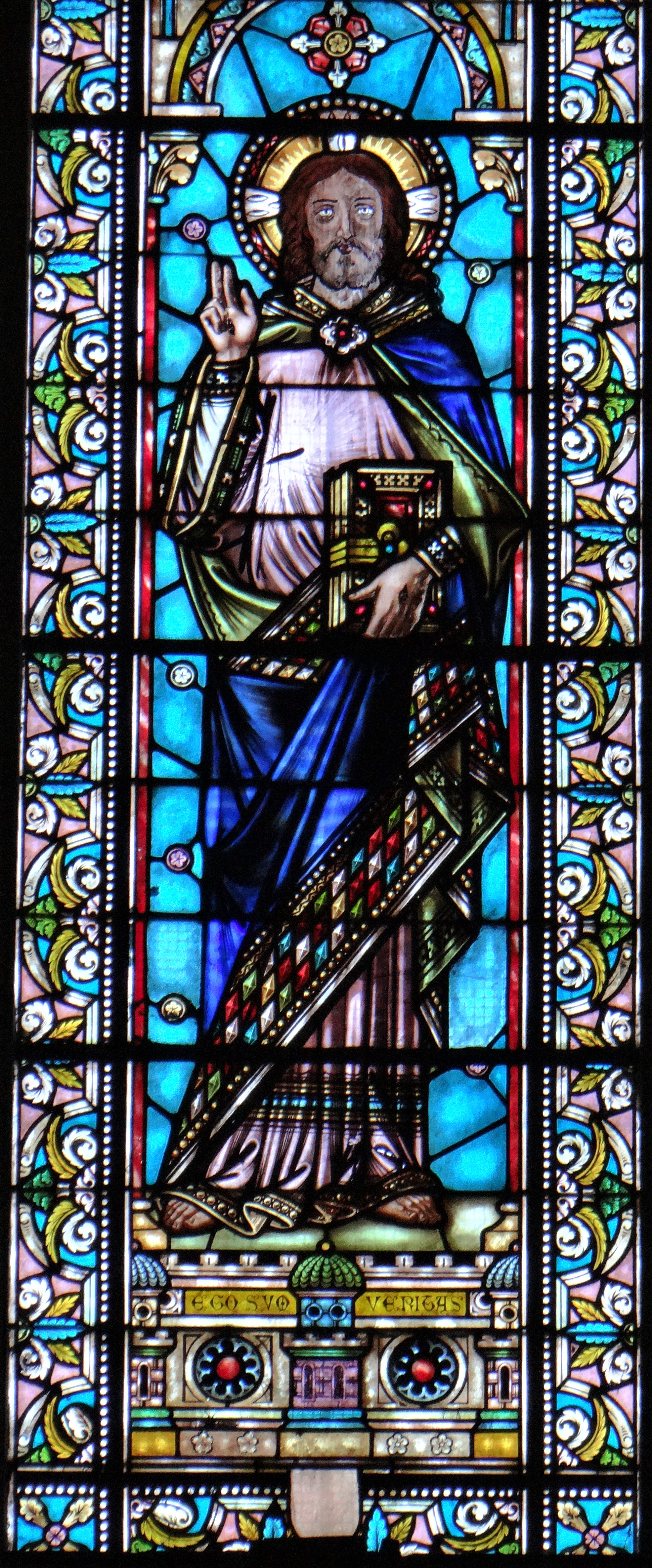
Vitrail représentant le Christ.
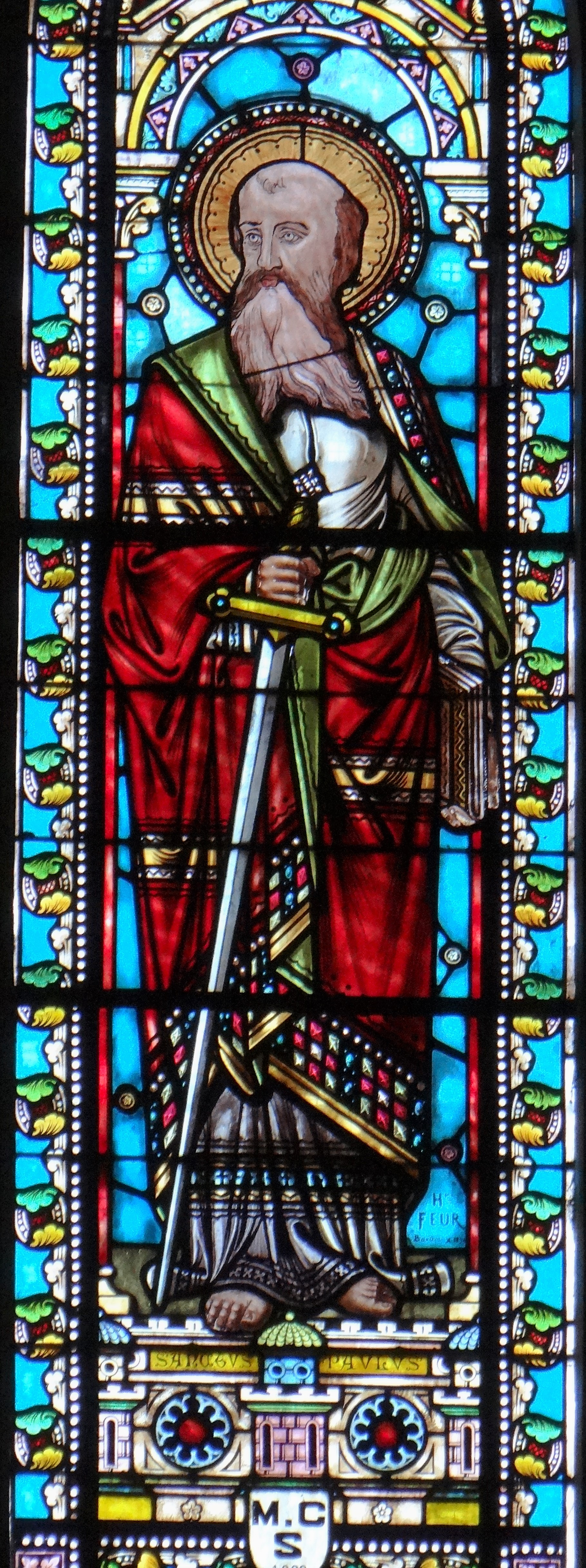
Vitrail représentant saint Paul.
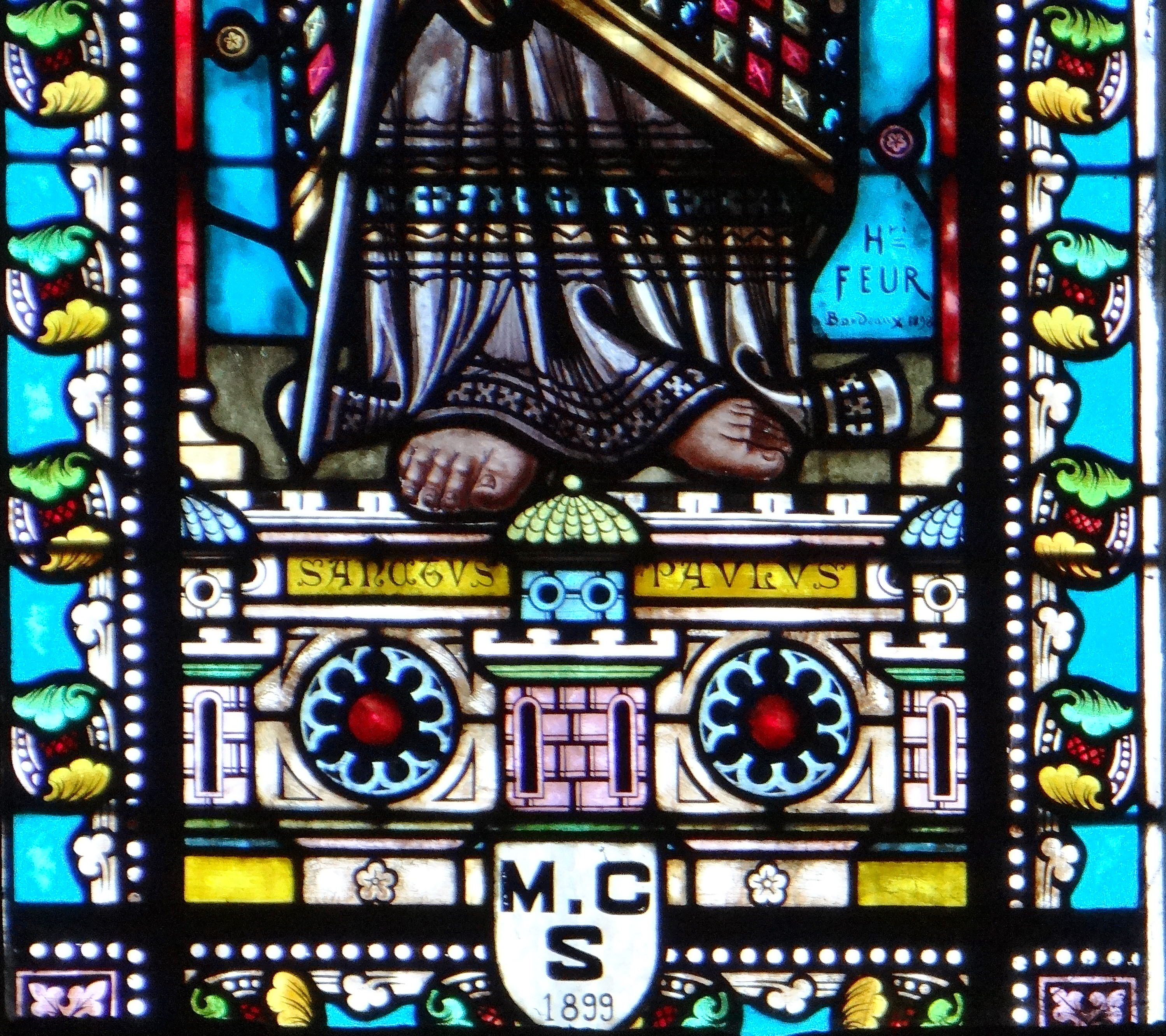
Signature d'Henri Feur sur le vitrail représentant saint Paul.

### Extérieur
Deux clochers à lanternons entourent un grand porche. L'église est entourée sur trois côtés par un jardin public, le square Saint-Martin.
En 2014, le parvis de 720 m2 est reconstruit, pour faciliter le déplacement des piétons. Seize places de stationnement devraient être créées d'ici le début du mois de juin. Le square Saint-Martin, situé autour de l'église, fait également partie du projet : il est accessible aux personnes à mobilité réduite, il compte dorénavant trente-neuf arbres au lieu de trente-trois au départ, et à l'est, une aire de jeux et des toilettes publiques.

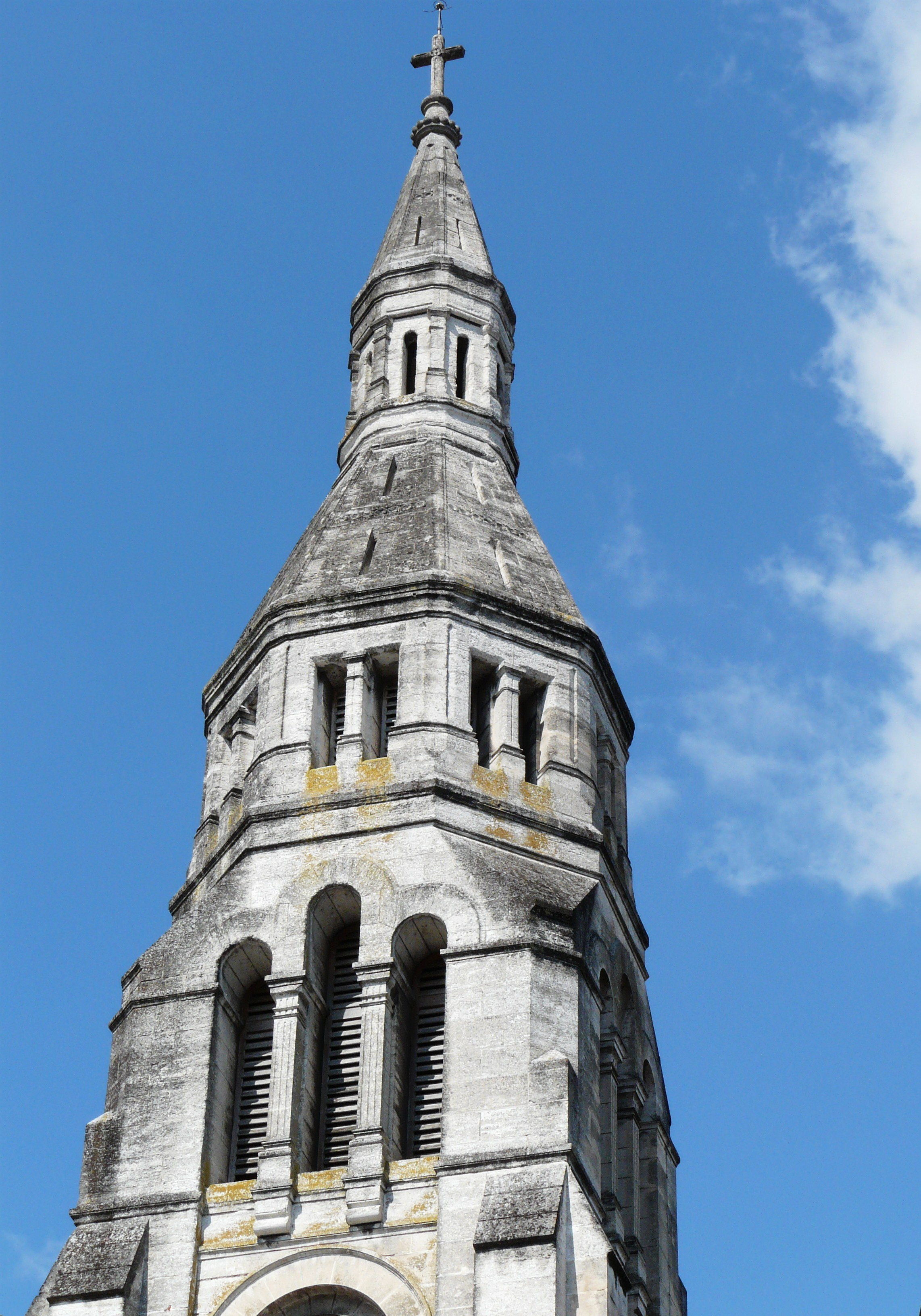
L'un des deux clochers.
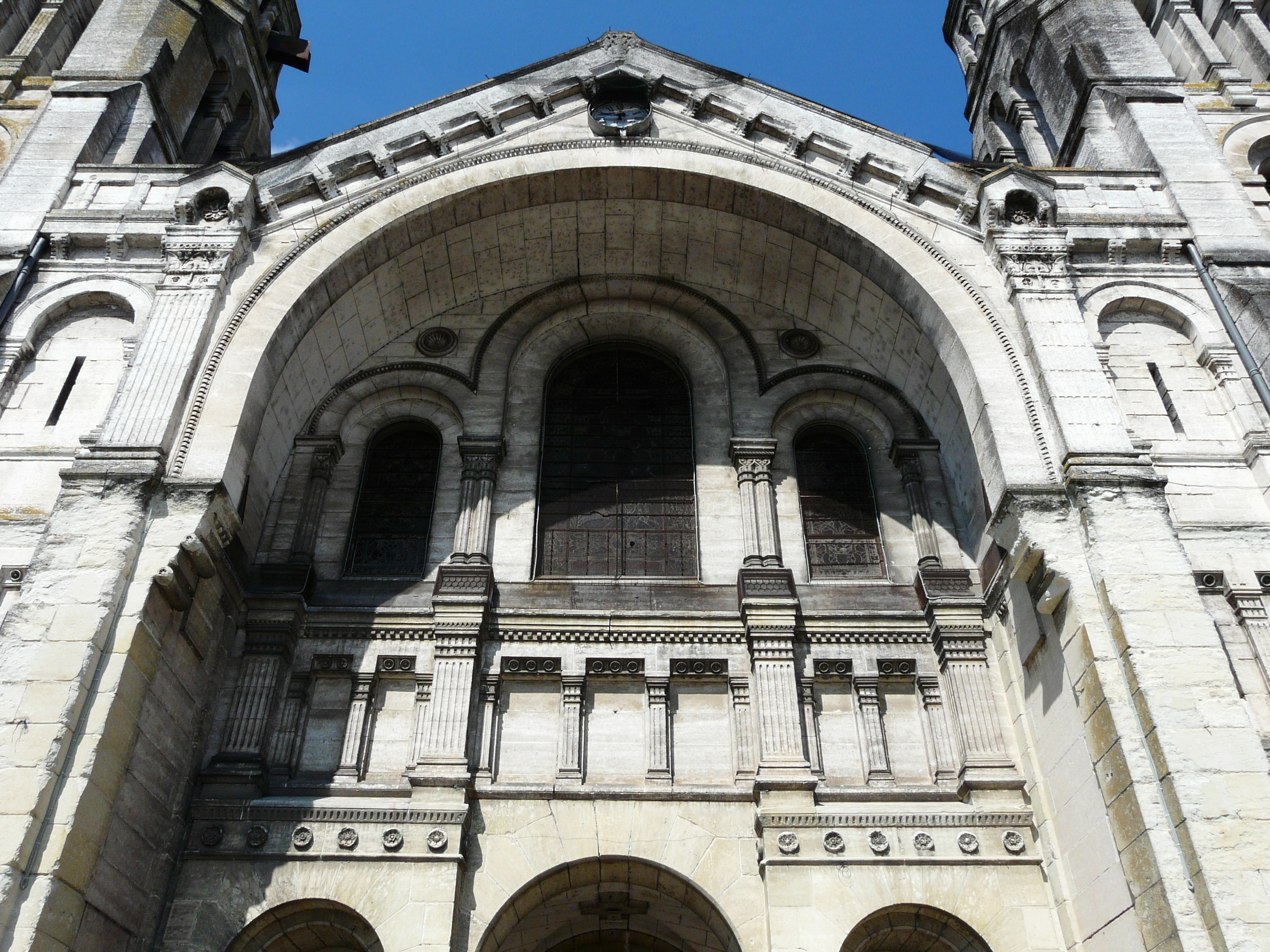
La façade au-dessus du portail.
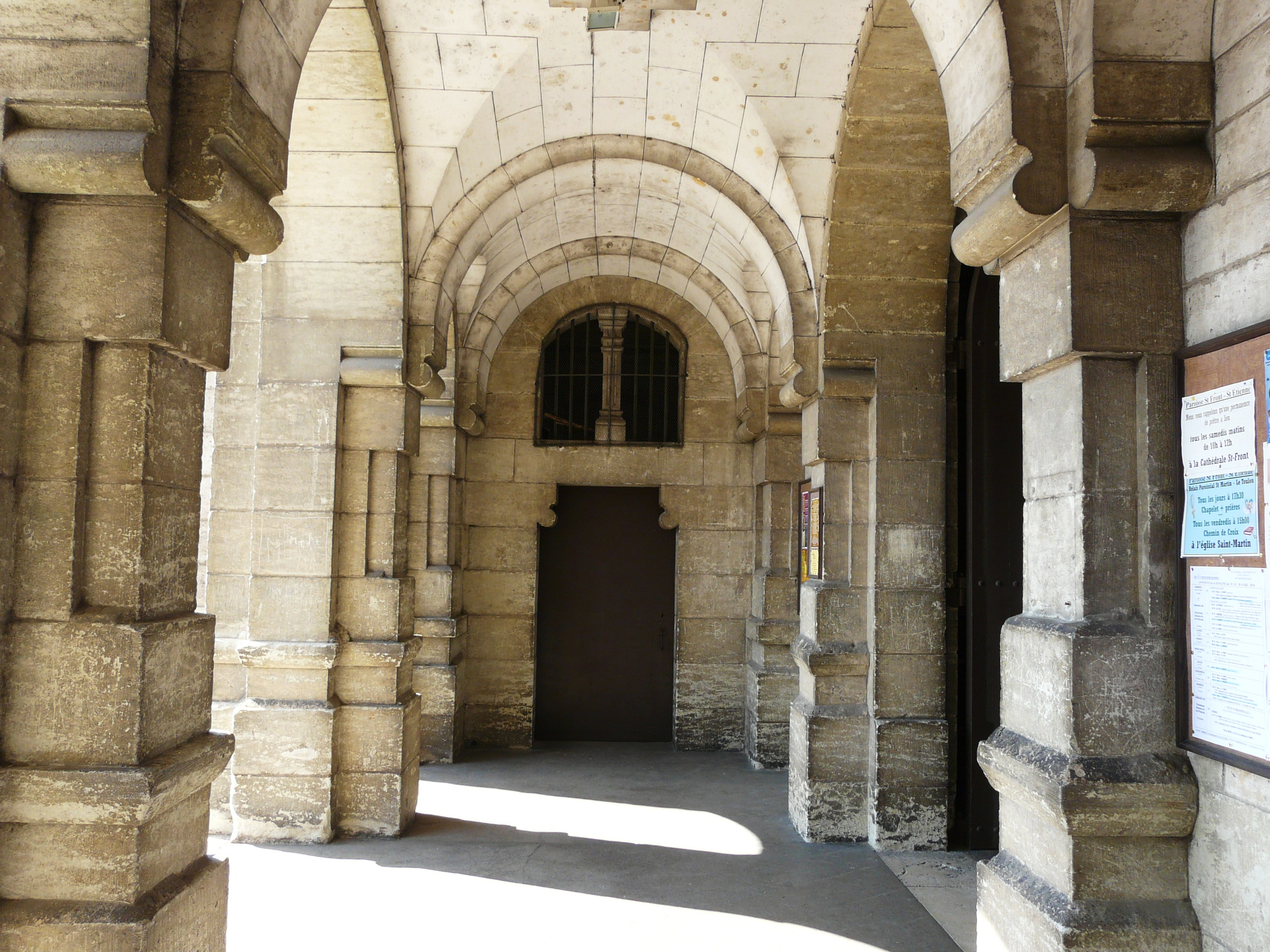
Le porche d'entrée.